# Rathaus (Châtelaillon-Plage)

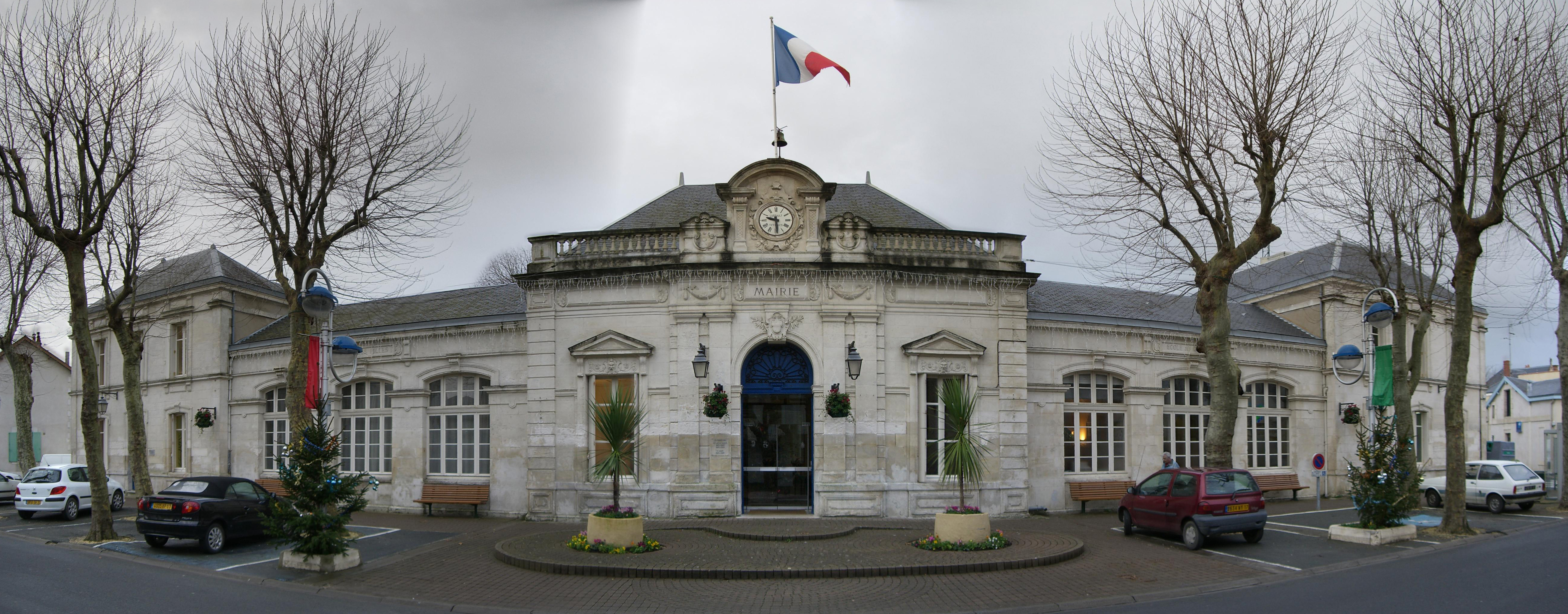
Rathaus in Châtelaillon-Plage

Das Rathaus (französisch Mairie) in Châtelaillon-Plage, einer französischen Gemeinde im Département Charente-Maritime in der Region Nouvelle-Aquitaine, wurde 1900/01 errichtet.  
Das Rathaus am Boulevard de la Libération wurde gebaut, nachdem im Jahr 1896 Châtelaillon-Plage eine selbstständige Gemeinde wurde. In dem eingeschossigen Gebäude aus Kalksteinmauerwerk waren anfänglich in den beiden Flügeln die Mädchen- und Jungenschule untergebracht.     